# Wilkinson-Teiler

Leistungsteiler mit Streifenleitungen aufgebaut

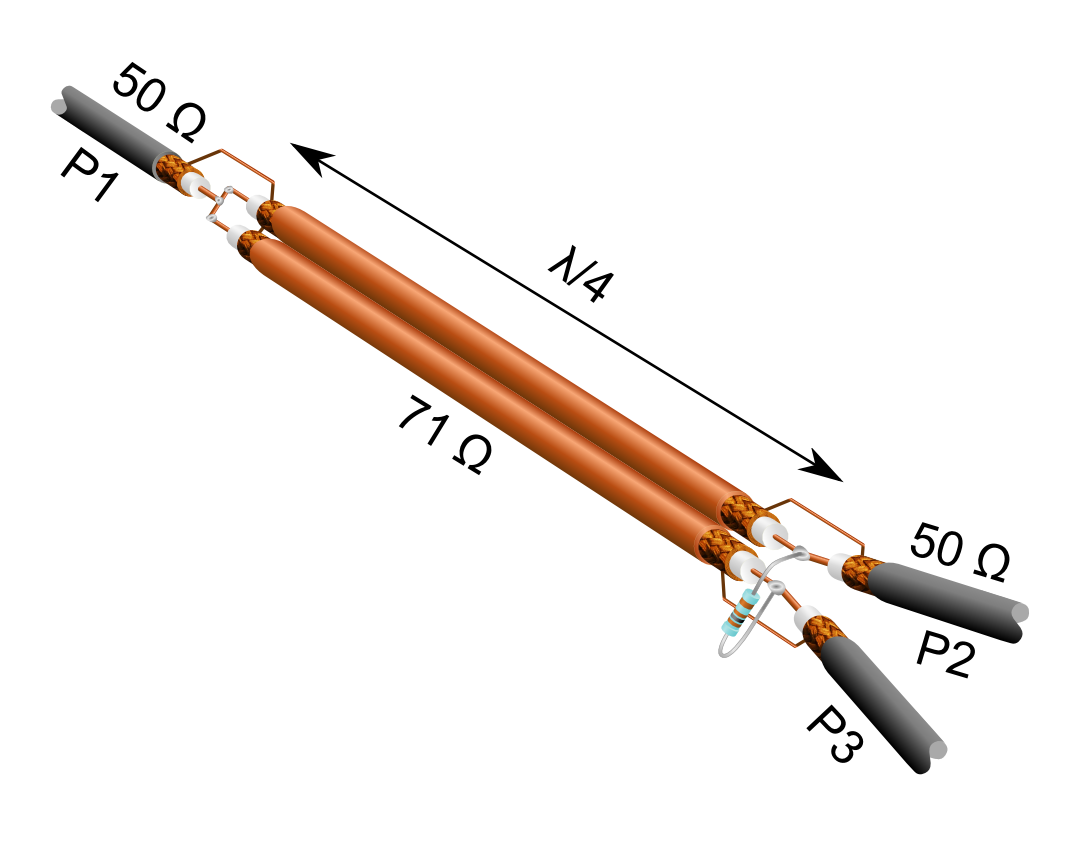
Leistungsteiler in Koaxialtechnologie

Ein Wilkinson-Teiler ist ein Bauelement der Hochfrequenztechnik und dient als Leistungsteiler. Veröffentlicht wurde das Schaltungskonzept von Ernest J. Wilkinson im Jahr 1960 und hat breite Verwendung in Funkanlagen gefunden, da er nur geringe Leitungsverluste aufweist.
Seine Funktion beruht im Wesentlichen auf der λ/4-Leitungstransformation, wobei die Leistung vom ersten Tor (P1) zu gleichen Teilen an die beiden anderen Tore (P2 und P3) aufgeteilt wird. Sollten an einem Signalpfad Reflexionen auftreten, bleibt jeweils der andere Pfad unbeeinflusst. Somit sind die Tore P2 und P3 gegeneinander entkoppelt.
Als Leistungskombinierer fügt er die Signale an den Toren P2 und P3 zusammen und gibt sie am Tor P1 aus. Für verlustloses Kombinieren müssen sowohl Phase als auch Amplitude der beiden Signale übereinstimmen. Der Gegentaktanteil zwischen den Toren P2 und P3 wird im Querwiderstand vernichtet.
Die Streuparameter für einen symmetrischen Wilkinson-Teiler:
{\displaystyle [S]={\frac {\mathrm {-j} }{\sqrt {2}}}{\begin{bmatrix}0&1&1\\1&0&0\\1&0&0\\\end{bmatrix}}}